# Хекуран Мурати
Хекуран Мурати (алб. Hekuran Murati; Урошевац, 7. новембар 1987) албански је економиста и конзервативни политичар који тренутно обавља функцију министра финансија, рада и трансфера Републике Косово. Након успешне каријере у државној служби и пословном саветовању, дошао је до изражаја својим истраживањима и медијским наступима у којима је критиковао лоше управљање и приватизацију јавног сектора. У политику је ушао 2019. године и био је народни посланик пре садашњег посла.

## Биографија
Рођен је 7. новембра 1987. године у Урошевцу, у тадашњој Социјалистичкој Федеративној Републици Југославији. Дипломирао је пословно управљање на Америчком универзитету на Косову (сада РИТ Косово), након чега је завршио мастер студије из менаџмента инвестиција на Градском универзитету примењених наука и међународних финансија на Универзитету Северне Каролине у Вилмингтону.
У августу 2019. придружио се покрету Самоопредељење. Изабран је за народног посланика на изборима у октобру 2019. године. Био је председник Одбора за буџет и финансије у 7. сазиву, а паралелно је учествовао у раду Одбора за привреду, запошљавање, трговину, индустрију, предузетништво и стратешке инвестиције и Истражног одбора за приватизацију.
Познат је по фискалној опрезности. Државни приходи и расходи значајно су порасли током његовог мандата. Као министар, прекинуо је праксу издавања царинских терминала у закуп и најавио социјалне бенефиције за мајке и децу.

## Приватни живот
Стручњак за инвестиције, последњих година је удвостручио свој портфељ приватних инвестиција. Акционар је у предузећима као што су Tesla Inc, Allianz SE, Volkswagen AG и Netflix Inc.